# Dassa II
Dassa II è un arrondissement del Benin situato nella città di Dassa-Zoumè (dipartimento delle Colline) con 17.122 abitanti (dato 2006).